# Насимов, Баходир Олимджонович
Баходи́р Олимджо́нович Наси́мов (узб. Bahodir Olimjonovich Nasimov; род. 2 мая 1987, Самарканд) — узбекистанский футболист, нападающий самаркандского «Динамо». С 2009 по 2015 год выступал за национальную сборную Узбекистана.

## Карьера

### Клубная
Является воспитанником самаркандского футбола. Обучался футболу в академии самаркандского «Динамо». Играл в молодёжной команде данного клуба. Начал свою профессиональную карьеру в 2003 году в составе именно этого клуба. Выступал за «Динамо» шесть сезонов до 2009 года, и за это время сыграл 118 игр и забил 27 голов.
По окончании сезона 2008 года был арендован ташкентским «Бунёдкором». На Кубке Содружества 2010 стал одним из лучших бомбардиров, забив 5 голов. Однако его команда вылетела на стадии четвертьфинала. Всего Насимов сыграл в составе «Бунёдкора» 16 матчей и забил 2 гола. Сразу же после окончания Кубка Содружества 2010, подписал трёхлетний контракт с казанским «Рубином» и сыграл за казанцев два матча и не смог закрепиться в основном составе.
Летом 2010 года перешёл в бакинское «Нефтчи», сначала на правах аренды, а через сезон подписал контракт. В составе «Нефтчи» стал трёхкратным чемпионом Азербайджана (в сезонах 2011, 2012 и 2013) и двукратным обладателем Кубка Азербайджана. В сезоне 2011/12 года с 16-ю голами стал также лучшим бомбардиром азербайджанского чемпионата.
Сезон 2014/2015 года провел за клуб иранской Про-лиги «Падидех». В составе мешхедцев Насимов сыграл в 17 матчах, в которых сумел забить гол лишь один раз.
В январе 2016 года подписал контракт с ташкентским «Бунёдкором», сыграл до конца сезона. В 2017 году выступал за южнокорейский «Ансан Гринерс». В первой половине 2018 года играл за узбекистанскую «Бухару».

### Международная
Дебютировал в национальной сборной Узбекистана 18 ноября 2009 года в матче против сборной Малайзии, и в этой же игре забил свой первый гол. По состоянию на октябрь 2018 года сыграл за сборную в 20 матчах и забил 5 голов. В 2015 году участвовал в финальном турнире Кубка Азии и сыграл 3 матча. Также играл за юношескую и молодёжную сборные своей страны.

## Достижения
- Чемпион Азербайджана: 2011/12, 2012/13, 2013/14
- Обладатель Кубка Азербайджана: 2012/13, 2013/14